# MS Gdynia (2012)
MS Gdynia – masowiec zbudowany dla Polskiej Żeglugi Morskiej w chińskiej stoczni Xingang w Tjanjin. Ochrzczony został 26 czerwca 2012 roku, matką chrzestną została Zofia Gałka. Gdynia to typowy masowiec typu handy-size. Imiona pierwszych 13 jednostek tej serii pochodzą od polskich krain geograficznych, kolejne noszą nazwy polskich miast. Ze względu na miejsce budowy nazywane są potocznie „Chińczykami”.
Zamówienie tych jednostek jest realizowane przez PŻM od 2003 r. w ramach programu wymiany floty wysłużonych masowców, którego plan obejmuje do 2015 roku wprowadzanie 38 nowych statków.

## Podstawowe dane jednostki
- długość: 190 m
- szerokość: 28,5 m
- nośność: 37 933 DWT
- pojemność netto: 12 806 ton
- prędkość: 14 węzłów